# Blue Marble

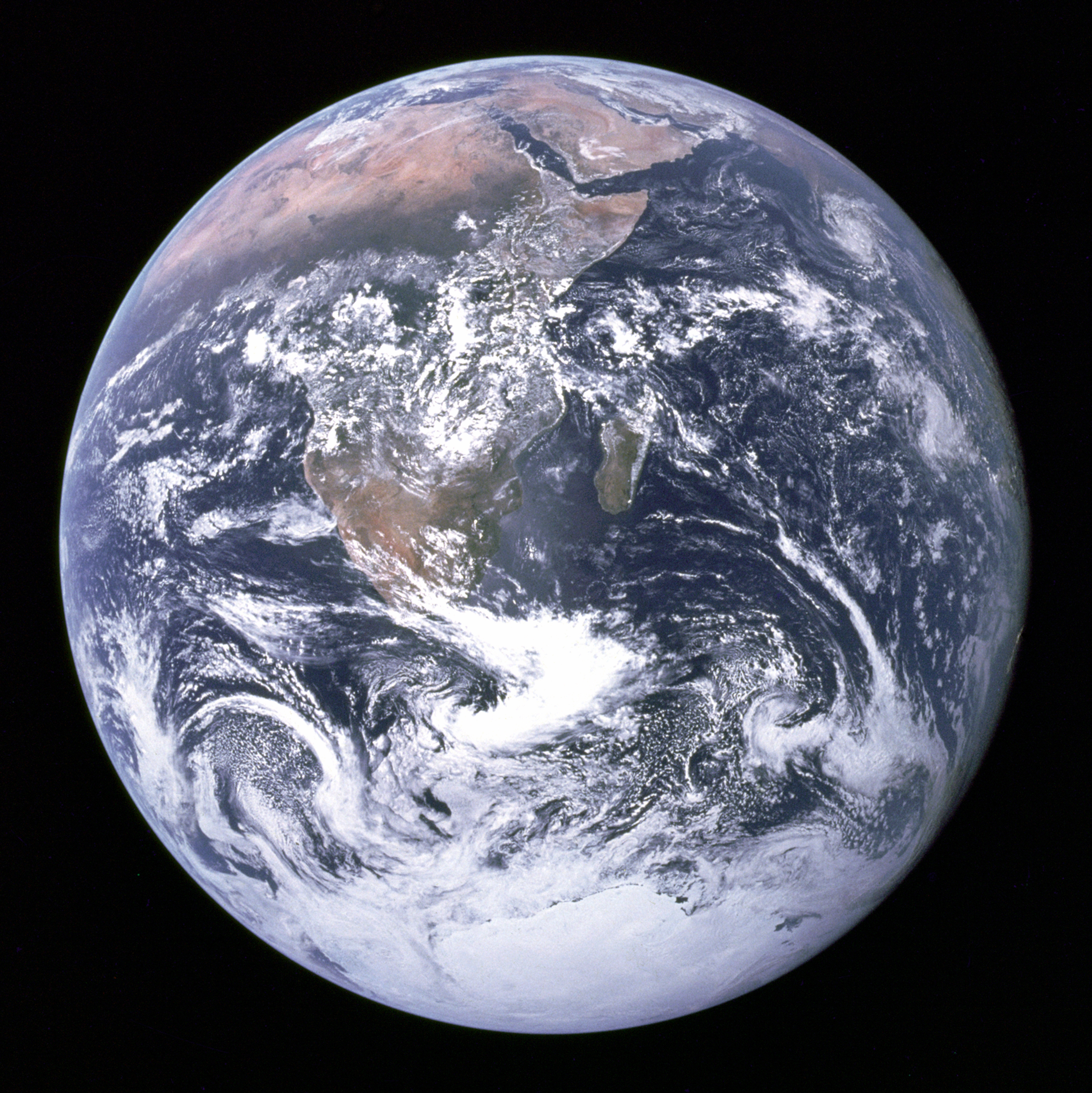
Blue Marble, aufgenommen von Apollo 17 am 7. Dezember 1972

Blue Marble (englisch für Blaue „Murmel“, deutsch Der blaue Planet) ist ein bekanntes Foto der Erde, das die Besatzung von Apollo 17 im Jahr 1972 aus einer Entfernung von rund 29.000 km aufnahm. Das Bild wurde unter anderem im Rahmen der Umweltschutzbewegung der 1970er-Jahre auf Postern, Fahnen und T-Shirts populär; es ist außerdem das Symbol des Projekts Weltethos.

## Die originale Blue Marble
Das Foto trägt die offizielle Bezeichnung AS17-148-22727 und wurde von Harrison Schmitt am 7. Dezember 1972 um 10:39 UTC mit einer 70-Millimeter-Hasselblad-Mittelformatkamera und einem Zeiss-80-Millimeter-Festbrennweite-Objektiv aufgenommen. Es ist eine der wenigen von Astronauten gemachten Aufnahmen, die einen voll erleuchteten Erdball zeigen. Die Originalaufnahme zeigt den Südpol oben. Zur besseren Orientierung und wegen des Wiedererkennungswertes wurde die Fotografie um 180 Grad gedreht. Die Original-Bildbeschreibung der Fotografie lautet:

“View of the Earth as seen by the Apollo 17 crew traveling toward the moon. This translunar coast photograph extends from the Mediterranean Sea area to the Antarctica south polar ice cap. This is the first time the Apollo trajectory made it possible to photograph the south polar ice cap. Note the heavy cloud cover in the Southern Hemisphere. Almost the entire coastline of Africa is clearly visible. The Arabian Peninsula can be seen at the northeastern edge of Africa. The large island off the east coast of Africa is the Republic of Madagascar. The Asian mainland is on the horizon toward the northeast.”

„Ansicht der Erde, wie sie von der Mannschaft von Apollo 17 auf dem Weg zum Mond gesehen wurde. Dieses Mondflug-Foto erstreckt sich vom Mittelmeer bis zur Eiskappe der Antarktis. Zum ersten Mal ermöglichte es die Apollo-Flugbahn, die antarktische Eiskappe zu fotografieren. Beachten Sie die dichte Wolkendecke über der südlichen Halbkugel. Fast die ganze Küste Afrikas ist klar sichtbar. Die Arabische Halbinsel ist am nordöstlichen Rand von Afrika sichtbar. Die große Insel vor der Ostküste Afrikas ist die Republik Madagaskar. Das asiatische Festland befindet sich am nordöstlichen Horizont.“

Blue Marble war nicht die erste klare Aufnahme der erleuchteten Erdkugel: Ähnliche Aufnahmen wurden bereits von Satelliten seit 1967 gemacht. Alternativ-Bewegungen werteten die Bilder als Ausdruck eines neuen globalen Bewusstseins (beispielsweise nutzte der Whole Earth Catalog die Satellitenbilder für sein Titelbild). Das Blue-Marble-Bild wurde allerdings zum Zeitpunkt seiner Veröffentlichung durch die zahlreichen Umweltschutzbewegungen sehr populär und gilt als Versinnbildlichung der Verletzbarkeit und Einzigartigkeit des Erdplaneten.

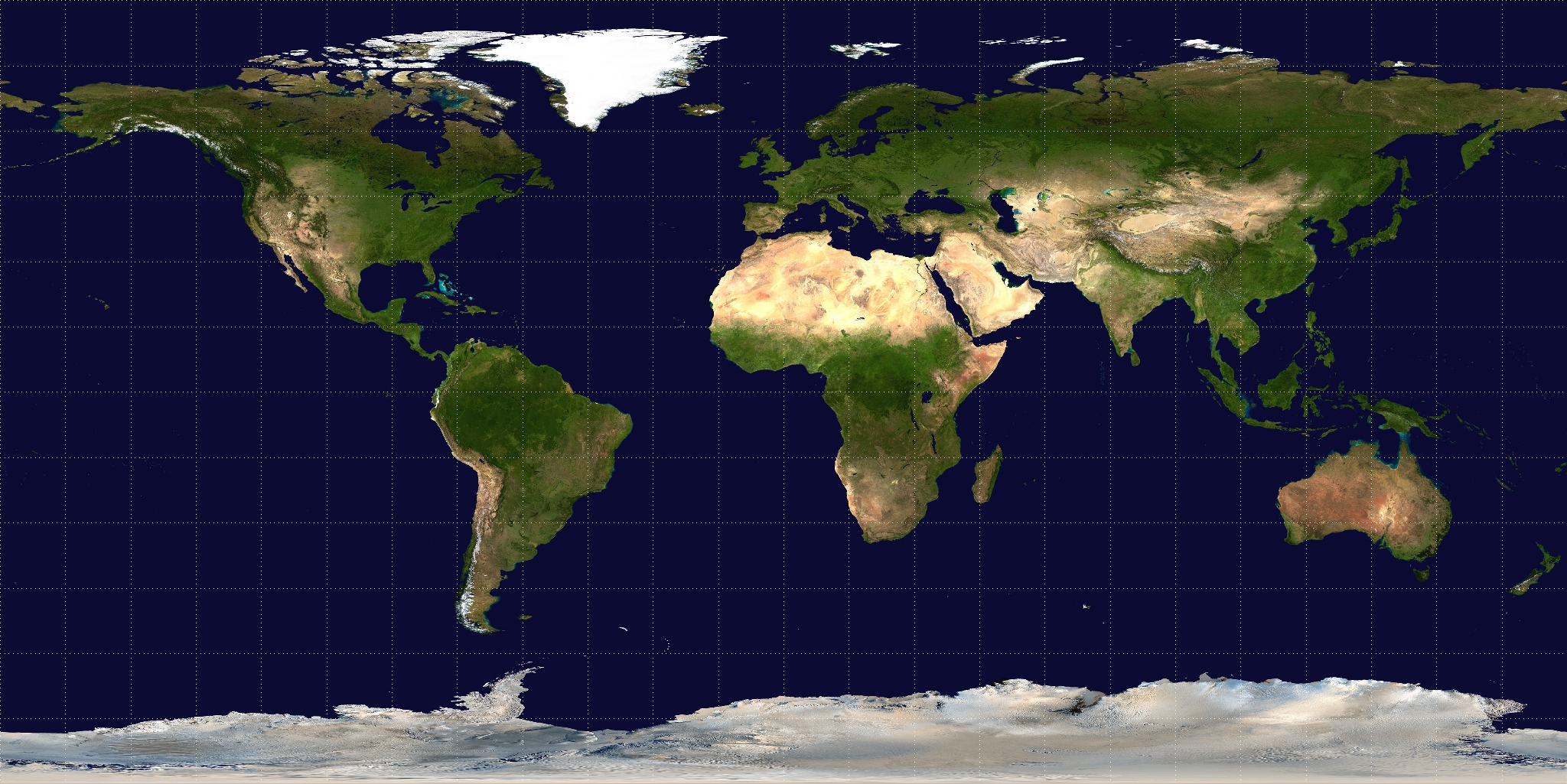
The Blue Marble: Land Surface, Ocean Color and Sea Ice als Quadratische Plattkarte (äquirektanguläre Projektion)

## Die Blue-Marble-Serie der NASA
Die NASA bezeichnet Collagen aus vielen Satellitenfotos, die eine ähnliche Perspektive zeigen, ebenfalls als Blue Marble. So zum Beispiel die 2005 veröffentlichte Serie Blue Marble: Next Generation, die die Erde im monatlichen Wechsel wiedergibt. Die Bilder basieren auf den Daten der Satelliten Terra und Aqua. Sie erreichen eine Auflösung von bis zu 500 Meter pro Pixel. Wie alle ihre Fotos hat die NASA auch Bilder der Blue Marble-Serien zur freien Nutzung in die öffentliche Hand gegeben.
Ein weiteres Beispiel ist die Blue Marble: Cloudless Earth von 2002, eine wolkenbereinigte Gesamtansicht der Erde. Sie ist die Basis vieler Anwendungen, etwa NASA World Wind. Auch diese Grafik ist frei verwendbar und hat – in maximaler Auflösung im TIFF-Format – einen Umfang von etwa 31 Megabyte. Robert Simmon, einer der Ersteller, erklärte, dass er dazu Bilder von Satelliten zusammenfügt, die Wolken entfernt und zu einer Kugel formt.